# 佐藤冴香
佐藤冴香（日语：／ Satō Sayaka，1991年3月29日—），日本女子羽毛球运动员。宮城縣出生，畢業於仙台市立第一中学校、常盤木学園高校及日本体育大学，現隸屬於YONEX羽毛球部。

## 簡歷

### 2008年-2011年 国际赛及大獎賽夺冠
2008年10月，佐藤冴香在印度浦那舉行的世界青年羽毛球錦標賽女單决赛中，以0比2（9-21、18-21）不敵印度的塞娜·内维尔 ，屈居亞軍。
2009年2月，佐藤冴香与野尻野匡世出战奧地利羽毛球國際挑戰賽，在女双準决赛以0比2（8-21、18-21）不敌赛会2号种子队友的藤井瑞希/垣岩令佳。同年7月，她出战紐西蘭羽毛球公賽，作为3号种子出战。在四强中，日本女单占据3个席位，半决赛相遇队友的廣瀨榮理子，佐藤冴香以2-0（21-16、21-8）战胜同门师姐；决赛中，她将迎战赛会4号种子印尼的玛丽亚·费贝·库苏马斯图蒂，后者以2-0（21-18、21-19）战胜了另一名日本选手樽野惠，最终以直落2局2-0（21-10、21-16）横扫对手，夺得其首个国际大獎賽单打冠军。同年8月，她出战中華台北羽毛球黃金大獎賽，在女单準决赛以0比2（16-21、23-25）不敌韩国名将的裴昇熙。
2010年4月，佐藤冴香出战大阪羽毛球國際挑戰賽，在女单準决赛以0比2（12-21、24-26）不敌赛会6号种子、队友的今別府香里。同年6月，她出战印尼羽毛球超級賽，在女单决赛以1比2（19-21、21-13、11-21）不敌赛会头号种子、印度一姐的塞娜·内维尔，赢得亚军。同年11月，她代表日本出戰廣州亞運會，參加羽毛球比賽的女子團體項目。作为日本女单代表之一，首次参与大型综合运动会。
2011年3月，佐藤冴香出战紐西蘭羽毛球國際挑戰賽，在女单决赛以2比0（21-14、21-13）击败了新加坡名将的顾娟，夺得其首个國際挑戰賽单打冠军。同年4月，她出战印度羽毛球超級賽，在女单準决赛以1比2（21-23、21-15、12-21）不敌赛会3号种子、韩国名将的裴延姝。同年6月，她出战俄羅斯羽毛球大獎賽，在女单準决赛以0比2（14-21、17-21）不敌赛会3号种子、中国的卢兰。同年7月，她出战美國羽毛球黃金大獎賽，在女单决赛以1比2（16-21、21-19、6-21）不敌中华台北的戴資穎，赢得亚军。同年8月，她參加英格兰伦敦舉行的世界羽毛球錦標賽，以16號種子身分出戰女子單打項目，故在首圈輪空。她在第二圈以2比0擊敗德国的奥尔佳·科农晉級；但至第三圈面對法国的皮红艳以0比2（18-21、14-21）落敗，16强止步。同年11月，她出战碧特博格羽毛球黃金大獎賽，在女单準决赛以1比2（21-18、13-21、18-21）不敌赛会7号种子、荷兰名将的姚洁。

### 2012年 首戰伦敦奧運 日本代表之一
2012年，佐藤代表日本出戰英國倫敦舉行的奥林匹克运动会羽毛球比賽女子單打項目，在小組賽階段先以2比0輕取斯洛文尼亞的马娅·特夫尔迪，後以2-1（18-21、21-16、21-12）反勝英國的苏珊·埃格尔斯达芙，兩戰全勝晉級淘汰賽。佐藤在16強對戰丹麥的蒂内·鲍恩，在首局戰至15-12之時，她在起跳擊球後膝蓋不自然地彎曲，倒在地上狀甚痛苦，需要醫護人員進場治理。比賽暫停約兩分鐘重開，佐藤未有放棄比賽，更強忍痛楚打了兩球，但傷勢已明顯嚴重影響她的表現，日本隊教練因此主動要求放棄比賽，馬上將她送往醫院治療，首次奧運之旅亦就此被逼結束。

### 2013年-2014年 重傷休戰 无缘尤杯
自2012伦敦奥运会受伤后，整个2013年这周期来到上半年的佐藤冴香几乎没有参与任何的超级系列赛。下半年，佐藤冴香出战中国羽毛球大师赛，从资格赛打起便立刻面对中国选手的汪鑫。比赛中，双方打得激烈，首局以18-21丢了一局，第二局佐藤冴香在关键时以22-20逆转对手，板回一城。决胜局，对手一直领先，佐藤冴香以14-21无力回天惨遭一轮游。紧接着，佐藤冴香出战日本羽毛球公开赛，在前两轮的资格赛分别击败了两位同胞野尻野匡世和星千智。进入正赛，她面对师姐廣瀨榮理子以0-2告负，遭遇一轮游。
即将迎来2014年备战尤杯的这期间，佐藤冴香处于日本队的B队，据日本条规只有A队才有资格人选尤伯杯等等国际大赛。所以，日本教练考虑到佐藤冴香还有伤病困扰和战绩方面，使她错失了参与尤伯杯的机会。同年4月，她出战大阪羽毛球國際挑戰賽，在女单準决赛以0比2（12-21、14-21）不敌赛会2号种子、队友的橋本由衣。同年8月，她出战巴西羽毛球大獎賽，在女单準決賽以2比3（11-6、11-8、5-11、6-11、7-11）不敌赛会头号种子。美国华裔的張蓓雯。同年9月，她出战悉尼羽毛球國際賽，在女单準決賽以2比3（10-11、11-7、10-11、11-1、7-11）不敌赛会4号种子、队友的伊東可奈。同年10月，她出战美國羽毛球國際賽，在女单决赛以0比2（19-21、20-22）不敌赛会头号种子、队友的今別府香里，赢得亚军。同年11月，她出战韓國羽毛球大獎賽，在女单决赛以0比2（17-21、13-21）不敌赛会6号种子、晚辈的奧原希望，赢得亚军。同期11月，她出战2014年蘇格蘭羽毛球公開賽，半决赛中面对赛会头号种子蘇格蘭的克里斯蒂·吉尔莫。经过三局恶战，佐藤冴香以2-1(16-21、22-20、21-12)胜出，淘汰对手；决赛中，她迎来了赛会二号种子西班牙的比阿特丽斯·科拉莱斯交战，佐藤冴香在赢下首局后，第二局再也没有给对手任何机会，以直落2局击败对手，一举拿下冠军。

### 2015年-2016年 二次加冕大獎賽 尤杯夺铜
2015年1月，佐藤冴香出战馬來西亞羽毛球大師賽，在女单準决赛以1比2（7-21、21-14、10-21）不敌赛会3号种子、队友的高橋沙也加。同年4月，她出战大阪羽毛球國際挑戰賽，在女单决赛以1比2（11-21、21-15、27-29）不敌赛会头号种子、队友的高橋沙也加，赢得亚军。同年6月，她出战美國羽毛球黃金大獎賽，在女单决赛以0比2（16-21、14-21）不敌赛会头号种子、晚辈的奧原希望，赢得亚军。同年11月，她出战韓國羽毛球大師賽，在女单决赛以2比0（22-20、21-19）击败了赛会2号种子、中国的孙瑜，赢得今年以来首个国际大獎賽冠军。同年12月，她出战墨西哥城羽毛球大獎賽，在女单决赛以2比0（21-15、21-9）击败了赛会2号种子、韩国名将的裴延姝，赢得本年度个人第二个国际大獎賽冠军。 
2016年1月，佐藤冴香出战印度羽毛球黃金大獎賽，在女单决赛以1比2（21-12、18-21、18-21）不敌赛会2号种子、韩国一姐的成池鉉，赢得亚军。同年2月，她代表日本参加印度海得拉巴举办的亞洲羽毛球團體錦標賽，助球队赢得女子團體银牌。同年5月，她被入选優霸盃的第三单打主力，跟随队友们赢得女子團體銅牌，值得一提的是这也是她再次重返日本女单主力，同时也为自己弥补前年错失参加的机会。

### 2017年-2018年 首要超級賽夺冠 雅加达亚运揽金
2017年2月，佐藤冴香代表日本参加越南胡志明市举办的亞洲羽毛球混合團體錦標賽，助球队赢得首届混合團體金牌。同年6月，她出战印尼羽毛球首要超級賽，在女单决赛以2比1（21-13、17-21、21-14）击败了赛会5号种子、韩国一姐的成池鉉，赢得羽球生涯第一个首要超級賽女单冠军。同年8月，她參加蘇格蘭格拉斯哥舉行的世界羽毛球錦標賽，以10號種子身分出戰女子單打項目，故在首圈輪空。但她在第二圈就以1比2（14-21、21-14、18-21）不敵丹麥的米娅·布里西费尔特出局。
2018年2月，佐藤冴香代表日本参加马来西亚亞羅士打举办的亞洲羽毛球團體錦標賽，助球队赢得女子團體金牌。同年5月，她再次入选優霸盃日本女单主力的大名单中担任第四单打，最终赢得女子團體冠军，亦是她成为了世界冠军的时刻。同年8月，她代表日本参加印尼雅加达举办的亞洲運動會羽毛球比賽，跟随队友们一起登顶亚洲最高赛事赢得女子團體金牌。

## 主要比賽成績
只列出曾進入準決賽的國際賽事成績：
| 年份   | 賽事                     | 公開賽級別 | 項目     | 拍檔       | 成績   |
| ------ | ------------------------ | ---------- | -------- | ---------- | ------ |
| 2008年 | 世界青年羽毛球錦標賽     | 其他       | 女子單打 | －         | 亞軍   |
| 2009年 | 奧地利羽毛球國際挑戰賽   | 國際挑戰賽 | 女子雙打 | 野尻野匡世 | 準決賽 |
| 2009年 | 紐西蘭羽毛球大獎賽       | 大獎賽     | 女子單打 | －         | 冠軍   |
| 2009年 | 中華台北羽毛球黃金大獎賽 | 黃金大獎賽 | 女子單打 | －         | 準決賽 |
| 2010年 | 大阪羽毛球國際挑戰賽     | 國際挑戰賽 | 女子單打 | －         | 準決賽 |
| 2010年 | 印尼羽毛球超級賽         | 超級賽     | 女子單打 | －         | 亞軍   |
| 2011年 | 紐西蘭羽毛球國際挑戰賽   | 國際挑戰賽 | 女子單打 | －         | 冠軍   |
| 2011年 | 印度羽毛球超級賽         | 超級賽     | 女子單打 | －         | 準決賽 |
| 2011年 | 俄羅斯羽毛球大獎賽       | 大獎賽     | 女子單打 | －         | 準決賽 |
| 2011年 | 美國羽毛球黃金大獎賽     | 黃金大獎賽 | 女子單打 | －         | 亞軍   |
| 2011年 | 碧特博格羽毛球黃金大獎賽 | 黃金大獎賽 | 女子單打 | －         | 準決賽 |
| 2014年 | 大阪羽毛球國際挑戰賽     | 國際挑戰賽 | 女子單打 | －         | 準決賽 |
| 2014年 | 巴西羽毛球大獎賽         | 大獎賽     | 女子單打 | －         | 準決賽 |
| 2014年 | 悉尼羽毛球國際賽         | 國際挑戰賽 | 女子單打 | －         | 準決賽 |
| 2014年 | 美國羽毛球國際賽         | 國際挑戰賽 | 女子單打 | －         | 亞軍   |
| 2014年 | 韓國羽毛球大獎賽         | 大獎賽     | 女子單打 | －         | 亞軍   |
| 2014年 | 蘇格蘭羽毛球大獎賽       | 大獎賽     | 女子單打 | －         | 冠軍   |
| 2015年 | 馬來西亞羽毛球大師賽     | 黃金大獎賽 | 女子單打 | －         | 準決賽 |
| 2015年 | 大阪羽毛球國際挑戰賽     | 國際挑戰賽 | 女子單打 | －         | 亞軍   |
| 2015年 | 美國羽毛球黃金大獎賽     | 黃金大獎賽 | 女子單打 | －         | 亞軍   |
| 2015年 | 韓國羽毛球大師賽         | 大獎賽     | 女子單打 | －         | 冠軍   |
| 2015年 | 墨西哥城羽毛球大獎賽     | 大獎賽     | 女子單打 | －         | 冠軍   |
| 2016年 | 印度羽毛球黃金大獎賽     | 黃金大獎賽 | 女子單打 | －         | 亞軍   |
| 2016年 | 亞洲羽毛球團體錦標賽     | 其他       | 女子團體 | －         | 銀牌   |
| 2016年 | 優霸盃                   | 其他       | 女子團體 | －         | 銅牌   |
| 2017年 | 亞洲羽毛球混合團體錦標賽 | 其他       | 混合團體 | －         | 冠軍   |
| 2017年 | 印尼羽毛球首要超級賽     | 首要超級賽 | 女子單打 | －         | 冠軍   |
| 2018年 | 亞洲羽毛球團體錦標賽     | 其他       | 女子團體 | －         | 冠軍   |
| 2018年 | 優霸盃                   | 其他       | 女子團體 | －         | 冠軍   |
| 2018年 | 亞洲運動會羽毛球比賽     | 其他       | 女子團體 | －         | 金牌   |

| 2007-2017年 | 首要超級賽 | 超級賽 | 黃金大獎賽 | 大獎賽 | 國際挑戰賽 | 國際系列賽 | 未來系列賽 | 其他 |

| 2018-2026年 | 總決賽 | 超級1000賽 | 超級750賽 | 超級500賽 | 超級300賽 | 超級100賽 | 國際挑戰賽 | 國際系列賽 | 未來系列賽 | 其他 |

### 世界冠軍頭銜
佐藤冴香在羽毛球生涯中共奪得1項羽毛球世界冠軍頭銜。
| 賽事   | 奪冠次數 | 年份               |
| ------ | -------- | ------------------ |
| 優霸盃 | 1        | 2018年（女子團體） |
| 總計   | 1        |                    |

### 奧運會和世錦賽參賽紀錄
|          | 2011 | 2012 | 2013 | 2014 | 2015 | 2016 | 2017 | 2018 |
| -------- | ---- | ---- | ---- | ---- | ---- | ---- | ---- | ---- |
| 女子單打 | 16強 | 16強 | －   | －   | －   | －   | 32強 | 16強 |

## 主要對賽紀錄
佐藤冴香與主要對手的對賽成績如下（只列出對賽四次或以上對手，截至2017年9月8日）：

| 對手       | 對賽次數 | 對賽結果 | 對賽結果 | 總計 |
| 對手       | 對賽次數 | 勝       | 負       | 總計 |
| ---------- | -------- | -------- | -------- | ---- |
| 今別府香里 | 6        | 1        | 5        | -4   |
| 伊東可奈   | 5        | 4        | 1        | +3   |
| 山口茜     | 4        | 2        | 2        | 0    |
| 總計       | 15       | 7        | 8        | -1   |

| 對手                     | 對賽次數 | 對賽結果 | 對賽結果 | 總計 |
| 對手                     | 對賽次數 | 勝       | 負       | 總計 |
| ------------------------ | -------- | -------- | -------- | ---- |
| 成池鉉                   | 14       | 2        | 12       | -10  |
| 拉差诺·因达农            | 10       | 3        | 7        | -4   |
| 塞娜·内维尔              | 8        | 2        | 6        | -4   |
| 蓬迪·布拉那巴硕          | 7        | 4        | 3        | +1   |
| 佩蒂娅·内德尔奇娃        | 6        | 4        | 2        | +2   |
| 裴延姝                   | 6        | 2        | 4        | -2   |
| 戴資穎                   | 6        | 1        | 5        | -4   |
| 妮查恩·金达蓬            | 5        | 3        | 2        | +1   |
| 蒂内·鲍恩                | 5        | 0        | 5        | -5   |
| 皮红艳                   | 5        | 1        | 4        | -3   |
| 鄭韶婕                   | 5        | 2        | 3        | -1   |
| 玛丽亚·费贝·库苏马斯图蒂 | 4        | 4        | 0        | +4   |
| 謝影雪                   | 4        | 4        | 0        | +4   |
| 張雁宜                   | 4        | 3        | 1        | +2   |
| 葉姵延                   | 4        | 3        | 1        | +2   |
| 白驍馬                   | 4        | 3        | 1        | +2   |
| 蔣燕皎                   | 4        | 0        | 4        | -4   |
| 其他選手                 | 309      | 191      | 118      | +73  |
| 總計                     | 324      | 198      | 126      | +72  |